# Библиотека Факултета уметности у Нишу
Библиотека Факултета уметности у Нишу је организациона јединица Факултета уметности. Служи наставним и научним потребама студената, универзитетских наставника и научних радника. Фонд Библиотеке могу користити и неакадемски корисници у делу простора за читаоницу.

## Историјат
Библиотека Факултета уметности почела је са радом 2003. године са наслеђеним фондом Више музичке школе у Нишу. Од тог времена почиње континуиран рад Библиотеке у сфери академске библиотечке делатности.

## Делатност
У оквиру Библиотеке се обављају следећи послови: прикупљање података о информационим потребама наставног и научног процеса; формирање јединствене набавне политике и расподеле фондова; набавка, обрада, складиштење и издавање на коришћење библиотечке грађе; прикупљање и чување библиотечке грађе; прикупљање и чување дипломских радова и докторских дисертација тј. докторских уметничких пројеката; прикупљање и чување цртежа, графичких и осталих радова студената; прикупљање и обрада података о објављеним радовима наставника и сарадника, у складу са потребама наставног, уметничког и научног процеса. Библиотека организује и реализује услуге пласмана, продаје књига и осталог штампаног материјала, као и аудио-видео издања у оквиру Скриптарнице-књижаре у сарадњи са Службом за материјално-финансијско пословање; фотокопирање материјала у складу са Законом о ауторским и сродним правима, као и друге послове из делокруга рада библиотеке.

## Фонд
Фонд Библиотеке се формирао од 2003. године и развијао у складу са досадашњим потребама наставе. Почетни фонд Библиотека је наследила од Више музичке школе на основу Споразума о коришћењу фонда. Почетна библиотечка грађа је имала 870 наслова монографских публикација, 16 наслова серијских публикација, 620 дипломских радова, 520 наслова некњижне грађе и 544 музикалија. Данас Библиотека располаже са фондом од преко 27.000 библиотечких јединица, где је укључено 12 врсти библиотечке грађе и то:
1. монографске публикације
2. серијске публикације
3. музикалије
4. некњижна грађа
5. летопис ФУ
6. графике радова студената
7. библиотека целине, легати[2][3]
8. дипломски радови (ВМШ и ФУ)
9. мастер радови
10. докторске тезе
11. семинарски радови
12. посебан део фонда Библиотеке чини дигитална грађа и то 2.658 дигитализованих јединица библиотеке целине Хорских свечаности (штампане музикалије и артефакти) и 147 дигитализованих рукописних музикалија библиотеке целине Хорских свечаности.

## Каталог
Библиотека је од јула 2010. године, у оквиру TEMPUS пројекта, постала пуноправни члан система COBISS, који представља јединствени виртуелни организациони модел повезивања библиотека у библиотечко-информациони систем са узајамном каталогизацијом, библиографско-каталошком базом податаака и локалним базама података библиотека учесница. Фонд библиотеке, као и фондови других библиотека Узајамног каталога Виртуелне библиотеке Србије, доступни су преко Електронског каталога НБС.